# Sicurezza elettrica

Simbolo di rischio elettrico, definito dalla norma ISO 7010.

La sicurezza elettrica è quella scienza applicata che serve a realizzare impianti elettrici sicuri.

## Generalità
Al fine di ottenere questo obiettivo concorrono vari protagonisti ed organismi che sono:
- gli enti che sviluppano le normative nazionali ed internazionali che redigono le Norme tecniche;
- i Parlamenti nazionale ed europeo che emanano le leggi;
- la ricerca che studia sempre nuove tecniche e sistemi migliori.

## Definizioni
La sicurezza elettrica va intesa principalmente su due fronti:
- la sicurezza dell'uomo nell'utilizzo dell'elettricità;
- la sicurezza intesa come affidabilità per l'esercizio.

La sicurezza elettrica è intesa come la capacità di un impianto elettrico di possedere tutti i requisiti al fine di non arrecare danno e non nuocere alle persone, alle cose e a se stesso.

## Principi generali di sicurezza elettrica
L'elettricità come tutti sanno è pericolosa, ma adottando tutte le precauzioni e dispositivi che le norme e le leggi ci impongono (suggeriscono per le norme volontarie) diventa "sicura" (ricordiamo che la sicurezza assoluta non esiste).
Le cause di rischio previste dalle norme sono:
- contatti diretti;
- contatti indiretti;
- correnti di sovraccarico;
- correnti di cortocircuito;
- sovratensioni di varia origine e natura.

A questi rischi le norme prevedono le seguenti precauzioni.

### Contatti diretti
I contatti diretti avvengono quando la persona entra in contatto con conduttori elettrici non isolati, o più in generale con parti cosiddette attive, in tensione. Nel caso in cui il contatto avvenga in presenza di acqua, ad esempio con mani bagnate, la corrente che si stabilisce è maggiore a causa della ridotta resistenza elettrica in presenza dell'acqua, peggiorando l'effetto finale.
La protezione dai contatti diretti avviene generalmente tramite l'isolamento tramite PVC, gomme o altro nel caso di cavi, oppure tramite barriere isolanti, come ad esempio coperchi ed involucri fatti di materiale non conduttivo. Si deve rispettare la normativa del codice IP (International Protection) composto da due cifre che ne indicano il grado di protezione meccanica e la protezione contro l'accesso di liquidi.
Per i contatti diretti esistono anche protezioni attive, ossia dispositivi elettronici che consentono l'erogazione di corrente elettrica solo in presenza di un carico elettrico, e la bloccano quando invece il carico ha una resistenza superiore a quella impostata (ad esempio quando tra i due poli c'è la mano di un uomo o anche acqua).

### Contatti indiretti
I contatti indiretti avvengono quando una persona tocca parti di un dispositivo che durante il normale funzionamento non sono in tensione, ad esempio l'involucro metallico, assumono invece una tensione pericolosa a causa di un guasto, ad esempio per il cedimento dell'isolante. La protezione dai contatti indiretti avviene tipicamente mediante interruzione automatica della tensione di alimentazione utilizzando ad esempio un apparecchio chiamato interruttore differenziale. Questo dispositivo misura costantemente la differenza delle correnti che attraversano i poli di cui è costituito, la quale deve essere sempre pari a zero. Tale situazione è garanzia del fatto che il circuito elettrico alimentato è perfettamente integro. Nel momento in cui viene misurata una differenza nelle correnti che attraversano i poli, a causa di un passaggio di corrente al di fuori del circuito alimentato, il dispositivo di sgancio sensibile a tale differenza di cui è munito e da cui il nome interruttore differenziale, interviene aprendo il circuito mettendolo in sicurezza, risultando ora privo di tensione. Questo dispositivo, erroneamente, è conosciuto anche come salvavita, che è invece un marchio registrato.

### Correnti di sovraccarico
Per le correnti di sovraccarico si utilizzano fusibili o interruttori magnetotermici (per la parte termica), entrambi contraddistinti da una corrente nominale (detta anche in gergo taglia). Sono apparecchi elettrici che hanno la capacità di rilevare correnti troppo elevate (sovracorrenti) che passano nel circuito ed in tal caso interrompono (aprono) il circuito.

### Correnti di corto circuito
Per le correnti di corto circuito si usano come protezione i fusibili, gli interruttori magnetici o magnetotermici (per la parte magnetica). Si ha cortocircuito quando vengono a contatto due o più conduttori attivi (fasi, neutro, poli positivi, poli negativi), innescando, nella linea elettrica interessata, una corrente elevatissima data dall'assenza di resistenza. Anche in questo caso il dispositivo di sicurezza interviene aprendo il circuito.
La differenza tra il sovraccarico e il cortocircuito è che il primo non è un guasto, ma viene richiesta più corrente rispetto a quella di progetto alla linea, mentre il secondo è un guasto perché c'è un cedimento dell'isolamento. 
Altra differenza è che nel cortocircuito il tempo di intervento deve essere brevissimo, mentre per le sovracorrenti è proporzionale all'entità del sovraccarico.

### Sovratensioni
Per le sovratensioni si intendono quelle di origine atmosferica (fulmini) e di rete (guasti), che possono comportare danni agli utilizzatori, alle persone ed indirettamente incendi. 
Valutata la necessità di protezione verso le sovratensioni si installano due tipologie di sistemi:
- Dps  (dispositivo di protezione contro le sovratensioni)
- Spf  (Sistema di protezione contro i fulmini).

I sistemi possono essere essenzialmente due o la loro combinazione:
- gabbia di Faraday;
- scaricatori.

La gabbia realizza un vero e proprio guscio (maglia) metallico di protezione deviando il fulmine verso l'impianto di terra.
Lo scaricatore lavora essenzialmente su due principi, quello della equipotenzialità elettrica e quella del dielettrico a perforazione.

## Manutenzione
Spesso si pensa che gli impianti debbano essere sicuri per sempre, non a caso nella catena delle responsabilità c'è anche l'utente finale, infatti spesso si trascura la manutenzione che serve proprio a mantenere efficienti e sicuri gli impianti. 
La manutenzione va affrontata periodicamente ma spessissimo ci si dimentica di chiamare l'elettricista almeno una volta l'anno per controllare l'impianto elettrico.